# Susanna Sundberg
Susanna Sundberg, född 3 oktober 1976 i Stockholm, är en svensk konsert- och operasångerska (alt). Hon avslutade sina studier på Operahögskolan i Stockholm i december 2006 efter att även ha studerat på  Sibelius-Akademin i Helsingfors, Ingesunds folkhögskola och Kulturamas konservatorielinje.

## Opera- och konsertproduktioner
Susanna Sundberg har i konsertsammanhang arbetat med, bland andra, dirigent Gustaf Sjökvist och Radiosymfonikerna, Benjamin Bayl och Norrlandsoperans Sinfonietta, Rossen Milanov och Kungliga Hovkapellet samt Andreas Spering och Kristiansands symfoniorkester.

### Opera
| År         | Operahus                          | Roll                                       | Verk                    | Kompositör        |
| ---------- | --------------------------------- | ------------------------------------------ | ----------------------- | ----------------- |
| 2006       | Operahögskolan uppspel Kgl.Operan | Lucretia                                   | The rape of Lucretia    | Britten           |
| 2006       | Operahögskolans slutproduktion    | Mrs. Quickly                               | Falstaff                | Verdi             |
| 2006       | Folkoperan                        | Maddalena                                  | Rigoletto               | Verdi             |
| 2008       | Vadstena-akademien                | Eva                                        | Du är min drömprins     | S.M. Emanuelsson  |
| 2008       | Folkoperan                        | Olga, Jou-Jou                              | Glada änkan             | Lehár             |
| 2009       | Göteborgsoperan                   | Patricia, Lotta                            | Sömnkliniken            | Unander - Scharin |
| 2010       | Göteborgsoperan                   | Lehrbub                                    | Die Meistersinger       | Wagner            |
| 2011/ 2012 | Kungliga Operan                   | Mercedes                                   | Carmen                  | Bizet             |
| 2014       | Läckö slottsopera                 | Mrs. Quickly                               | Falstaff                | Verdi             |
| 2014       | Artipelag                         | Amastre (cover, 6 inhopp) Arsamene (cover) | Xerxes                  | Händel            |
| 2015       | Opéra Royal Versailles            | Amastre (cover) Arsamene (cover)           | Xerxes                  | Händel            |
| 2015       | Vadstena Akademien                | The Blind                                  | Son of Heaven           | Moto Osada        |
| 2016       | Opera på Skäret                   | Mary                                       | Der fliegende Holländer | Wagner            |
| 2017       | Malmö Opera                       | Suzuki                                     | Madame Butterfly        | Puccini           |
| 2019       | Sångbolaget / Teater Bristol      | La Zia Principessa                         | Sour Angelica           | Puccini           |
| 2019       | Opera på Skäret                   | Tredje damen                               | Trollflöjten            | Mozart            |

## Utmärkelser
- Första pris i Kokkola Lied Competition med pianisten Javier Arrebola 2007
- Hederspris i International Sibelius Singing Competition 2007
- Svenska Wagnersällskapets Bayreuthstipendium 2008
- Musikaliska Akademien 2008
- Dagmar Gustavsson elevförenings jubileumsstipendiat 2008
- Resestipendium av Anders Wall 2010.
- Konstnärsnämnden
- TSO-systrarna